# جون كينسيلا
جون فرانسيس كينسيلا  (27 مايو 1950 -  9 نوفمبر 2020)، هو مصارع أسترالي من السكان الأصليين شارك في الألعاب الأولمبية الصيفية لعام 1968 وفي الألعاب الأولمبية الصيفية لعام 1972. 